# 数え上げ
数え上げ（かぞえあげ、enumeration）とは、ある集合に対し、その集合から自然数全体の成す集合への単射を定義する行為のことである。要素一つひとつに番号を割り振ることによって、その集合の要素の総数を算出する。
そのような写像が少なくとも1つ存在するならばその集合は『数え上げ可能である』『可算（かさん）である』『可付番（かふばん）である』といい、逆に1つも存在しないならばその集合は『数え上げ不可能である』『非可算（ひかさん）である』という。
数え上げには様々な技法がある。詳しくは、数え上げ数学を参照。

## 概説
有限であれば必ず可算だが、可算であっても有限とは限らない（自然数全体の成す集合など）。数え上げ可能だが無限個の要素を持っている集合のことを、可算無限集合という。
実際には、単に "可算" と言ったときには可算無限を指し、可算無限または有限であることを高々可算と呼び習わすことも多い。
なお、可算ではないこと、つまり非可算は数え上げが不可能な無限の意味である（実数全体の成す集合など）。